# Apis mellifera sudanensis
Apis mellifera sudanensis este o subspecie a albinei melifere europene (Apis mellifera). Actualmente este clasificată ca Apis mellifera scutellata.